# Squatina guggenheim
Squatina guggenheim är en hajart som beskrevs av Marini 1936. Squatina guggenheim ingår i släktet Squatina och familjen havsänglar. IUCN kategoriserar arten globalt som starkt hotad. Inga underarter finns listade i Catalogue of Life.